# 兹德涅克·波斯皮耶赫
兹德涅克·波斯皮耶赫（1978年12月14日—），捷克足球运动员，司職後衛，现效力于德甲球會緬恩斯。